# Il gran concerto
Il gran concerto è stata una trasmissione televisiva italiana in onda su Rai Tre dal 2008 al 2011, condotta da Alessandro Greco.

## Il programma
Il gran concerto è andato in onda per quattro edizioni (tra il 2008 ed il 2011) nella mattina della domenica (poi del sabato) su Rai 3, condotto da Alessandro Greco. 
La trasmissione, che vede come autrice Raffaella Carrà e Sergio Japino (che cura anche la regia dell'ultima stagione, mente le prime tre stagioni erano affidate a Maria Paola Longobardo, con il montaggio di Claudio Secco), era incentrata sulla musica classica, mondo al quale si tentava di avvicinare i bambini presenti in studio, grazie alle esecuzioni dell'Orchestra Sinfonica Nazionale della Rai Radiotelevisione Italiana diretta da Alessandro Milani.  
Il programma era in onda da Torino. 

## Edizioni
| Edizione | Anno | Data prima puntata | Conduttore       | Messa in onda    | Rete tv |
| -------- | ---- | ------------------ | ---------------- | ---------------- | ------- |
| 1a       | 2008 | 7 settembre 2008   | Alessandro Greco | Domenica Mattina | Rai 3   |
| 2a       | 2009 | 20 settembre 2009  | Alessandro Greco | Domenica Mattina | Rai 3   |
| 3a       | 2010 | 18 settembre 2010  | Alessandro Greco | Sabato Mattina   | Rai 3   |
| 4a       | 2011 | 8 ottobre 2011     | Alessandro Greco | Sabato Mattina   | Rai 3   |

## Puntate Speciali
| Titolo          | Data             | Conduttore       | Rete tv | Messa in onda | Ascolti        | Ascolti | Fonti |
| Titolo          | Data             | Conduttore       | Rete tv | Messa in onda | Telespettatori | Share   | Fonti |
| --------------- | ---------------- | ---------------- | ------- | ------------- | -------------- | ------- | ----- |
| Speciale Natale | 25 dicembre 2010 | Alessandro Greco | Rai 3   |               |                |         |       |
| Speciale Natale | 25 dicembre 2011 | Alessandro Greco | Rai 3   |               |                |         |       |